# Ґрембово
Ґрембово (пол. Grębowo, нім. Grambow) — село в Польщі, у гміні Камень-Поморський Каменського повіту Західнопоморського воєводства.
Населення — 88 осіб (2011).
У 1975-1998 роках село належало до Щецинського воєводства.

## Демографія
Демографічна структура станом на 31 березня 2011 року:
|          | Загалом | Допрацездатний вік | Працездатний вік | Постпрацездатний вік |
| -------- | ------- | ------------------ | ---------------- | -------------------- |
| Чоловіки | 48      | 10                 | 31               | 7                    |
| Жінки    | 40      | 4                  | 19               | 17                   |
| Разом    | 88      | 14                 | 50               | 24                   |